# Kamýk nad Vltavou
Kamýk nad Vltavou é uma comuna checa localizada na região da Boêmia Central, distrito de Příbram.